# Armando Osma
Armando Osma Rueda (Bucaramanga, Colombia, 7 de diciembre de 1961-Pujilí, Ecuador, 28 de marzo de 2025), más conocido como "Piripi Osma", fue un futbolista y entrenador colombiano.

## Trayectoria

### Como futbolista
Comenzó su carrera en el Atlético Bucaramanga de su ciudad natal en 1981. Posteriormente representó a Once Caldas, Deportivo Cali, Deportes Tolima, Millonarios y Cortuluá antes de regresar a su primer club en 1996. Se retiró en 1997, a los 36 años. En su carrera como futbolista, 'Piripi' forjó una gran amistad con el 'Pibe' Valderrama, en un vínculo que comenzó desde juveniles y se consolidó como compañeros del Deportivo Cali, con el que ambos brillaron. 
En su etapa de futbolista tuvo la oportunidad de participar en la Copa Libertadores jugando diez partidos y anotando tres goles.

"Yo soy futbolista o me gusta el fútbol, es por Millonarios, porque mi papá trabajó en Bogotá y él fue el primero que me llevó de la mano a ver un partido Millonarios - Santa Fe, y Millonarios ganó 3-0. Yo quedé con esa imagen del Campín  y fue Millonarios el que produjo en mí ese deseo de ser futbolista. (........)  Años después, y por esas cosas de la vida, pues yo ya salía del hotel y me devolvía para Ibagué porque estaba en esa situación, y apareció Pitirri Salazar, que trabajaba como gerente deportivo, me localizó y me dijo: 'Necesito que hable con el nuevo técnico de Millonarios'. Le dije: '¿Quién es el nuevo técnico de Millonarios?'. Me dice: 'Vladimir Popović'. Apenas lo llamé, le dije: 'Profe, estoy libre'. Me dice: 'Véngase conmigo'. Y ahí mismo me fui para Millonarios, misión cumplida y sueño cumplido, porque yo soy futbolista por Millonarios". Declaración de Piripi Osma, en una entrevista sobre porque escogió esa profesión.

### Como entrenador
Después de retirarse comenzó su carrera de entrenador con las categorías inferiores del Deportivo Cali en 1999. En 2002 se unió al cuerpo técnico de Luis Fernando Suárez en Deportes Tolima, y posteriormente siguió a Suárez al Aucas y la selección de Ecuador.
En 2007, Osma también fue entrenador de la selección de fútbol sub-23 de Ecuador. En diciembre de ese año se hizo cargo de Olmedo, pero solamente estaría hasta el 8 de abril de 2008. En 2009 se reencontró con Suárez, en el equipo peruano Juan Aurich.
En 2011, Osma fue nombrado entrenador del Manta. Se hizo cargo de Macará en abril de 2013, antes de regresar a Manta en agosto del año siguiente.
En 2015 fue nombrado director técnico de las categorías juveniles de El Nacional. En agosto del año siguiente, fue nombrado al frente de Aucas, y luego se reincorporó al staff de Suárez en La Equidad.
Después de trabajar con Suárez en Junior, Osma regresó a las funciones directivas en febrero de 2021 al lado del equipo salvadoreño Águila. Posteriormente regresó a Ecuador para hacerse cargo del América de Quito en junio de ese año, antes de reincorporarse al Bucaramanga el 24 de febrero de 2022 en lugar de Néstor Craviotto.
Dirigió al Bogotá FC desde el 27 de julio hasta el 22 de septiembre de 2023.
Dirigió al Cumbayá Fútbol Club que participa en la Serie A de Ecuador.

## Fallecimiento
Falleció el 28 de marzo de 2025 durante un entrenamiento con el Club Deportivo La Unión (Ecuador). Su muerte se debió a un paro cardíaco fulminante ocurrido tras finalizar una práctica.

## Clubes

### Como jugador
| Club                            | Temporadas                  | Partidos | Goles |
| ------------------------------- | --------------------------- | -------- | ----- |
| Atlético Bucaramanga · Colombia | 1981-1983, 1991 y 1996-1997 | 119      | 23    |
| Once Caldas · Colombia          | 1983-1984                   | 61       | 16    |
| Deportivo Cali · Colombia       | 1985-1990                   | 169      | 59    |
| Deportes Tolima · Colombia      | 1992-1993                   | 83       | 30    |
| Millonarios · Colombia          | 1994-1995                   | 45       | 14    |
| Cortuluá · Colombia             | 1995-1996                   | 48       | 19    |
| Total en su carrera             | Total en su carrera         | 525      | 160   |

### Como formador
| Equipo                          | Periodo | Periodo |
| Equipo                          | Desde   | Hasta   |
| ------------------------------- | ------- | ------- |
| Atlético Bucaramanga · Colombia | 1997    | 1998    |
| Deportivo Cali · Colombia       | 1999    | 2001    |
| El Nacional · Ecuador           | 2015    | 2015    |

### Como asistente técnico
| Equipo                       | AT de:               | Periodo | Periodo |
| Equipo                       | AT de:               | Desde   | Hasta   |
| ---------------------------- | -------------------- | ------- | ------- |
| Deportes Tolima · Colombia   | Luis Fernando Suárez | 2002    | 2002    |
| Aucas · Ecuador              | Luis Fernando Suárez | 2003    | 2004    |
| Selección Absoluta · Ecuador | Luis Fernando Suárez | 2004    | 2007    |
| Juan Aurich · Perú           | Luis Fernando Suárez | 2009    | 2010    |
| La Equidad · Colombia        | Luis Fernando Suárez | 2017    | 2018    |
| Junior · Colombia            | Luis Fernando Suárez | 2019    | 2019    |

### Como entrenador
| Club                            | Periodo                 | Periodo                  |
| Club                            | Desde                   | Hasta                    |
| ------------------------------- | ----------------------- | ------------------------ |
| Real Floridablanca · Colombia   | 1997                    | 1997                     |
| Selección Sub-23 · Ecuador      | 27 de julio de 2006     | 17 de noviembre de 2007  |
| Olmedo · Ecuador                | 12 de diciembre de 2007 | 8 de abril de 2008       |
| Aucas · Ecuador                 | 14 de abril de 2009     | 30 de julio de 2009      |
| Manta · Ecuador                 | 30 de agosto de 2011    | 16 de diciembre de 2012  |
| Macará · Ecuador                | 29 de abril de 2013     | 23 de octubre de 2013    |
| Manta · Ecuador                 | 15 de agosto de 2014    | 27 de octubre de 2014    |
| Aucas · Ecuador                 | 22 de agosto de 2016    | 27 de marzo de 2017      |
| Águila · El Salvador            | 3 de febrero de 2021    | 9 de mayo de 2021        |
| América de Quito · Ecuador      | 9 de junio de 2021      | 6 de diciembre de 2021   |
| Atlético Bucaramanga · Colombia | 24 de febrero de 2022   | 10 de octubre de 2022    |
| Bogotá FC · Colombia            | 27 de julio de 2023     | 22 de septiembre de 2023 |
| Cumbaya · Ecuador               | 5 de agosto de 2024     | 27 de septiembre de 2024 |
| CD La Unión · Ecuador           | ¿? de 2025              | 28 de marzo de 2025      |